# Пачанское царство
Царство Па’чан (Пачан, Сийахчан; майяс. pa’-chan) — одно из государств древних майя, существовавшее IV — IX веках в бассейне реки Усумасинта, на территории современного мексиканского штата Чьяпас. Его столицей было городище Яшчилан (Йашчилан), в древности называвшееся Танхапачан.
Основано, по разным версиям, в 307 или 359 году Йо’паат-Б’аламом I.
Существовало ещё одно майяское царство Пачан. Оно располагалось восточней, а его столицей было городище Вашактун.

## Местоположение

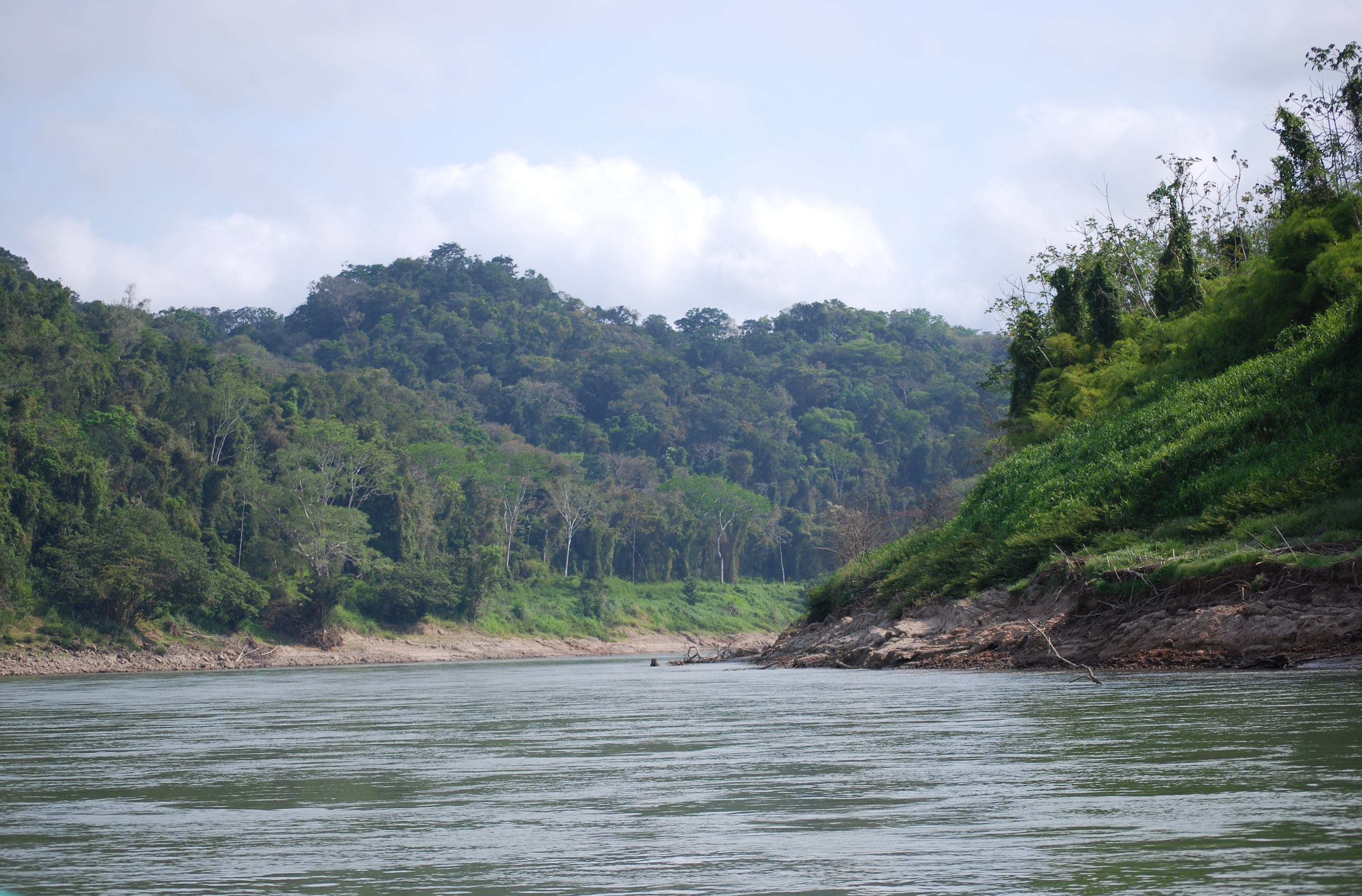
Река Усумасинта в районе Яшчилана.

Пачан располагался в низменностях среднего течении реки Усумасинты. Столица царства, Яшчилан, стояла на левом берегу этой реки, в излучине, напоминающей греческую букву Ω (омега).

## История

### Ранняя история
Древнейшее поселение на территории Яшчилана, будущей столицы царства, появилось в III — I веках до н. э., в конце доклассического периода.
Ранняя история Пачана известна исключительно по более поздним источникам, в первую очередь по двум царским спискам. Первый из них был создан в первой половине VI века по указу царя К’инич-Татб’у-Холя II и был вырезан на так называемых Притолоках 11, 35, 37 и 49. В нём рассказывалось о первых десяти правителях Пачана. Неизвестно, где эти притолоки находились изначально, но позже, в правление Йашун-Б’алама IV, они были перемещены в Здание 12 в Яшчилане. Кроме того, Йашун-Б’алам IV создал свой собственный, более подробный царский список, который был высечен на Иероглифической лестнице 1. Тем не менее, ныне этот монумент сильно повреждён и часть его текста утрачена.
В этих списках сообщается, что первым царём Пачана и основателем местной правящей династии был Йо’паат-Б’алам I, происходивший из «Холмов Агавы», из которых также вели своё происхождение цари Мутуля и Кануля. Точная дата его воцарения вызывает споры. Исследователь Вернер Нам, изучив текст Иероглифической лестницы 1, пришёл к выводу, что коронация Йо’паат-Б’алама I произошла 6 августа 307 года. Однако Николай Грюбе и Саймон Мартин, исходя из другой версии перевода того же текста, датировали это событие 24 июля 359 года. Таким образом, существует две разных вариации хронологии истории Пачана, которые расходятся вплоть до времён правления царя К’инич-Татб’у-Холя II. Позже Нам выдвинул предположение, что в тексте на самом деле говорится о неком пачанском царе, правившем ещё до Йо’паат-Б’алама I. В связи с этим, упоминаемый на Панели 3 из Пьедрас-Неграса пачанский царь Йашун-Б’алам может оказаться не Йашун-Б’аламом III, как принято считать, а его ранним тёзкой, воцарившимся 10 февраля 290 года или 29 января 342 года и являющимся настоящим основателем правящей династии Пачана. Отсутствие же этого раннего правителя в царских списках можно объяснить тем, что он находился в зависимости от царства Йокиб (со столицей в Пьедрас-Неграсе) и последующие цари Пачана решили вычеркнуть его из истории своего царства. Тем не менее, эта гипотеза больше не имеет никаких подтверждений, а потому довольно сомнительна.
В обоих вышеупомянутых списках к имени каждого пачанского царя прилагается текст, в котором упоминаются разные правители соседних царств. Некоторые исследователи, такие как Линда Шиле и Питер Мэтьюз, предполагали, что в этих текстах подразумеваются гости, посетившие Яшчилан, но Николай Грюбе доказал, что речь идёт о захваченных пленниках. Однако степень достоверности подобных сообщений о военных успехах царства неясна. Как бы там ни было, Йо’паат-Б’аламу I приписывался захват трех пленников, в том числе некоего Вак-Чан-Ака. Откуда именно происходили эти пленники, не подписано. Однако некоторые исследователи, такие как Саймон Мартин и Николай Грюбе, высказали предположение, что Вак-Чан-Ак был выходцем из царства Йокиб, потому что частица «Ак» характерна для имен йокибских правителей. Кроме того, вышеуказанные царские списки акцентируют внимание именно на превосходстве Пачана в его противостоянии с Йокибом. Таким образом, вражда между этими двумя царствами, крупнейшими в бассейне реки Усумасинты, могла начаться ещё в IV веке, в самом начале их истории.
Следующим царём Пачана стал Ицамнаах-Б’алам I. Дата его восшествия на престол, как и подробности его правления, неизвестна.
О следующих трёх правителях Пачана — Йашун-Б’аламе I, Йаш-Шукуб'-Холе, …Б’аламе — известны только даты их воцарения: соответственно 20 октября 326 года, 369 год и 376 год по версии Нама, либо 7 октября 378 года, 21 октября 389 года и 28 сентября 402 года по версии Мартина и Грюбе.
Шестым царём Пачана стал К’инич-Татб’у-Холь I. Дата его восшествия на престол неизвестна, но списки сообщают, что он взял в плен Йашун-Б’алама, правителя царства Ак’е. Это самое раннее упоминание данного царства, а сам Йашун-Б’алам считается рядом исследователей его первым правителем.
Следующим владыкой Пачана был Пачана Хац’о'м-Холь, согласно хронологии Нама воцарившийся в 423 году. Его правление отметилось первой достоверно известной войной с царством Йокиб. На яшчиланской Притолоке 49 говорится о том, что Пачану удалось взять в плен Ицам-К’ан-Ака I — первого достоверно известного правителя Йокиба. По разным версиям, это произошло 24 марта 426 года (по хронологии Нама), либо около 460 года (по хронологии Мартина и Грюбе).
16 октября 454 года Хац’о'м-Холь возвёл в Яшчилане Здание 22, позже реконструированное при Йашун-Б’аламе IV. Это первое событие в истории Пачана, которое не вызывает разногласий при своей датировке.
Восьмой пачанский царь, Йашун-Б’алам II, взошёл на престол 21 ноября 461 года (по версии Мартина и Грюбе). Война с Йокибом продолжалась и около 478 года был взят в плен Сак-Ха Сак-…-Пат, родственник нового йокибского царя Ицам-К’ан-Ака II.
Затем трон Пачана перешёл к Таб'(?)-Б’аламу. Дата его коронации неизвестна, но около 499 года он захватил в плен Чак-…-Йаш-Укуля, родственника Йат-Ак’иина(?), царя Ак’е. Таким образом видно, что на протяжении всего V века главными противниками Па’чана были царства Йокиб и Ак’е, которые, судя по всему, были тогда союзниками.
В тексте на Притолоке 37 из Яшчилана сообщается, что 9 августа 508 года пачанский царь взял в плен некоего Ах-Б’алама, родственника правителя Мутуля Чак-Ток-Ич’аака III. Пленение Ах-Б’алама случилось всего через две недели после гибели самого Чак-Ток-Ич’аака III. Судя по всему, мутульский царь умер во время военного похода в бассейн Усумасинты, так как о его смерти сообщается на монументе из Тонины. Предполагается, что Мутуль вмешался в конфликт между Пачаном и Йокибом на стороне последнего, но потерпел поражение.
18 октября 514 года, в честь окончания к’атуна (двадцатилетнего цикла), в Яшчилане была установлена Стела 27 — самый ранний известный монумент этого города. Позже, в правление Йашун-Б’алама IV, эта стела была реконструирована.
В правление Таб'-Б’алама I всё ещё продолжалось противостояние с Йокибом. Около 505 года был взят в плен один из придворных йокибского царя. Тем не менее, в целом начало VI века было временем роста могущества Йокиба. Известно, что 13 ноября 510 года йокибский царь Йат-Ак I совершил в присутствии «западного калоомте'» (очевидно, правителя Теотиуакана, имевшего тогда колоссальное влияние в Мезоамерике) Тахоом-Ук’аб'-Тууна некий обряд «взятия ко’хава». Примерно тогда же к титулатуре йокибских царей добавился второй иероглиф-эмблема, что указывает на территориальное расширение Йокиба в начале VI века.
Получив поддержку со стороны «западного калоомте'», царство Йокиб стало гегемоном района Верхней Усумасинты. Так, на Панели 12 из Пьедрас-Неграс, изготовленной в 518 году, изображены связанные правители Пачана, Вабе’ и Лакамтууна. Первоначально эпиграфисты предположили, что между 514 и 518 годами Йокиб разгромил коалицию этих трех царств и в результате все три царя попали в плен. Однако в 2007 году исследователь Дэвид Стюарт указал на то, что цари Лакамтууна и Пачана продолжали править в своих владениях и после 518 года. Поэтому он пришёл к выводу, что данная сцена является символической демонстрацией политического доминирования Йокиба над соседями, которую не следует воспринимать буквально. Как бы там ни было, в 1-й четверти VI века Йокиб установил своё господство на Верхней Усумасинте, а Пачан попал в его сферу влияния.
13 февраля 526 года на трон Пачана взошёл К’инич-Татб’у-Холь II, сын Йашун-Б’алама II и брат Таб'-Б’алама I. Именно при этом правителе были созданы упоминавшиеся выше четыре притолоки, являющиеся одним из важнейших источников по истории данного царства. Часто подобные царские списки, отсылающие к былой славе государства, создавались для укрепления власти после каких-либо недавних бедствий. Очевидно, этот случай не исключение, потому что он был создан после поражения Пачана в противостоянии с Йокибом при Таб'-Б’аламе I. Эти притолоки повествуют о первых десяти пачанских царях и перечисляют их победы над соседями. Рассказ завершается описанием успехов самого К’инич-Татб’у-Холя II, которому удалось значительно укрепить своё царство. Между 526 и 537 годами были захвачены в плен родственники царей Ак’е и Лакамтууна. Но что ещё более важно, Пачан полностью освободился от влияния Йокиба. Однако к этому времени Йокиб стал союзником Кануля, а потому между последним и Пачаном вскоре разгорелась война. Текст на Притолоке 35 из Яшчилана сообщает, что 16 января 537 года был взят в плен Навакаль-Типин(?), родственник канульского царя Туун-К’аб'-Хиша.
Период истории Пачана между 537 и 629 годами изучен крайне плохо. Это связано с тем, что посвящённый этому времени фрагмент текста Иероглифической лестницы 1 почти полностью стёрся. Воцарившийся в 629 году Йашун-Б’алам III назван в одном из текстов «пятнадцатым в ряду от Йо’паат-Б’алама», в то время как К’инич-Татб’у-Холь II был одиннадцатым правителем царём Пачана. Следовательно, на этот промежуток времени пришлось правление четырёх разных царей, но о них нет почти никакой информации.
В двух поздних текстах времён правления Ицамнаах-Б’алама III сообщается, что 19 ноября 564 года царь Таб'-Б’алам II захватил в плен некого К’ан-Ток-Лука из Шукальнаха. Факт упоминания этой победы в более поздних источниках свидетельствует о её важности, вероятно, она использовалась для обоснования притязаний правителей Пачана на власть над Шукальнахом. При этом исследователь Александр Сафронов указал на то, что К’ан-Ток-Лук скорее всего был не царем Шукальнаха, а лишь представителем местного правящего рода, потому что в Шукальнахе в это время, по имеющимся данным, правил царь с другим именем.
Кроме того, надписи из Паленке и Бонампака сообщают о царе Пачана Ицамнаах-Б’аламе II, который правил на рубеже VI-VII веков. Упоминается, что 23 апреля 599 года он принял участие в разорении земель Баакуля войсками коалиции, которую возглавлял Кануль. Также известно, что в 610-611 годах Ицамнаах-Б’алам II вмешался в некий конфликт в царстве Шукальнах. Его подробности излагаются на Монументе 4 в Бонампаке, но трактовка данного текста спорна. Некоторые исследователи, такие как Линда Шиле и Николай Грюбе предполагали, что в тексте говорится о царях Ак’е и Шукальнаха, второй из которых был взят в плен и погиб. Эта трактовка основывается на предположении, что Бонампак и Лаканха в те времена являлись столицами двух разных царств, Ак’е и Шукальнаха соответственно. Но Дмитрий Беляев и Александр Сафронов выдвинули гипотезу, согласно которой как Бонампак, так и Лаканха входили в состав единого царства Шукальнах. Изначально столицей этого царства была Лаканха, но затем около 600 года царь Йахав-Чан-Муваан I перенес свою резиденцию в Бонампак. В таком случае, события 610—611 годов в Шукальнахе оказываются внутренним династическим конфликтом.
Этот конфликт начался 19 марта 610 года, когда царь Шукальнаха Ах-Наль был свергнут и бежал в Пачан, а его трон занял некий Ах-Чан-Тоо’к'. Эти события, вероятно, были связаны с общей политической ситуацией, сложившейся тогда на западе земель майя. Как раз в это время начался резкий рост влияния царства Баакуль и против него возникла коалиция во главе с Канулем. Ицамнаах-Б’алам II и Ах-Наль также входили в эту коалицию, потому предполагается, что правитель Баакуля попытался расшатать Шукальнах изнутри, поддержав в нём оппозицию. Примечательно, что на Монументе 4 в Бономпаке не названа родина Ах-Чан-Тоо’к'а, следовательно, он был выходцем из самого Шукальнаха. Примерно через год после этих событий, 24 марта 611 года, Ах-Наль разгромил Ах-Чан-Тоо’к'а и вновь воссел на престол Шукальнаха. Ицамнаах-Б’алам II, очевидно, сыграл в этом ключевую роль, а потому был удостоен чести изображённым на бономпакском Монументе 4.
В самом Яшчилане известен только один монумент, созданный в период 537—629 годов — Стела 2. Хотя она сильно повреждена, на ней можно разобрать дату 12 мая 613 года и имя четырнадцатого царя Пачана и отца Йашун-Б’алама III, К’инич-Татб’у-Холя III. Больше об этом правителе ничего неизвестно.
Йашун-Б’алам III взошёл на престол 18 сентября 629 года. Период его правления известен лишь по более поздним источникам, а также монументам, восстановленным при Йашун-Б’аламе IV. На двух таких монументах этот правитель держит в руках подписанный портрет своего отца. Это единственное сохранившееся свидетельство о существовании царя К’инич-Татб’у-Холя III. Мать Йашун-Б’алама III, Иш-Пакаль, прожила около 98 лет.
В правление Йашун-Б’алама III, как и ранее, самым важным направлением во внешней политике Пачана были отношения с Йокибом. Текст со Стелы 8 из Пьедрас-Неграс сообщает, что в 726 году правитель Йокиба взял в плен «сахаля» пачанского царя, а также содержит отсылку к некому более раннему событию, произошедшему 20 мая 639 года. Исследователь Александр Сафронов высказал предположение, что в этом тексте подразумевается война, в которой Пачану удалось одержать верх над Йокибом. Также известно, что 2 августа 647 года Йашун-Б’алам III пленил Шукууб'-Чан-Ака, правителя царства Хиш-Виц. Так как в VII веке Хиш-Виц был союзником Йокиба, этот поход, по всей видимости, был направлен против последнего.
В 640-х годах в Шукальнахе вновь разгорелась междоусобица, но Пачану удалось удержать власть над этим царством. Однако вскоре он снова впал в зависимость от Йокиба. В тексте с Панели 3 из Пьедрас-Неграс говорится о том, что 14 ноября 653 года пачанский царь Йашун-Б’алам III прибыл ко двору йокибского царя Ицам-К’ан-Ака III и 7 декабря 653 года был коронован как вассал Йокиба. При каких обстоятельствах это случилось, неизвестно, однако очевидно, что Йокиб вновь установил свою гегемонию на Верхней Усумасинте. Последнее упоминание о Йашун-Б’аламе III относится к февралю 669 года, когда он отпраздновал два двадцатилетия со дня своего воцарения.
Тот факт, что информацию о правлении Йашун-Б’алама III приходится собирать по крупицам из более поздних источников, свидетельствует о том, что в его времена царство было охвачено серьёзным кризисом. Все, что известно об истории Пачана до воцарения Ицамнаах-Б’алама III, было подогнано под политические задачи следующих царей и остается в довольно спорным.

### Возвышение
23 октября 681 года на престол Пачана взошёл Ицамнаах-Б’алам III, сын Йашун-Б’алама III. В честь этого события была проведена торжественная церемония, сопровождавшаяся обрядом вызывания бога Ах-К’ак'-О'-Чаака, покровителя царской власти. Более чем шестидесятилетнее правление Ицамнаах-Б’алам III оказало значительное влияние на историю Пачана. При нём преобразилась столица царства, в которой было возведено множество сооружений и резных стел.
В это же время Пачану удалось освободится от влияния Йокиба. Известно, что ещё за восемь месяцев до своей коронации Ицамнаах-Б’алам III (тогда ещё носивший имя Вук-Чапаат-К’инич-Ахав) совершил поход против союзника Йокиба, царства Наман со столицей в Ла-Флориде, и захватил в плен выходца из местного правящего рода.
В 726 году Пачан потерпел незначительное поражение от своего давнего противника Йокиба (Пьедрас Неграс). Согласно стеле 8 Йокиба его царь взял в плен «сахаля» пачанского царя. Однако, по-видимости, это не привело к серьезным последствиям. В 729 году Ицамнаах-Балам III захватил в плен правителя Лаканхи Ак-Пополь-Чай. Это событие, наряду с другими победами правления Ицамнаах-Балама III, описано как в иероглифических текстах Здания 44, так и на ряде стел возле Здания 41. 
Следующее десятилетие своего правления Ицамнаах-Балам III, используя прибыльный контроль над речной торговлей, посвятил своей впечатляющей строительной программе. Столица царства пополнилась новой коллекцией сооружений и резных стел.

### Междуцарствие
В 749 году на стеле №3 Йокиба (Пьедрас Неграс) зарегистрировано, что Йопат Балам II из Яшчилана присут-ствовал на церемонии в честь правителя Йокиба. Однако никаких записей о правлении Йопат-Балама II в Яшчилане нет. Вероятно, если он действительно правил там, записи о правлении неудачника были позже уничтожены.

### Расцвет и гибель
В 752 году на трон Яшчилана взошел одним из самых энергичных царей-строителей Йашун-Балам IV, создавший во время своего 16-летнего правления множество произведений общественного искусства и архитектуры, чтобы подтвердить свои претензии на величие и память потомков.
Следующим на престоле был Ицамнаах-Балам IV. Дата его вступления на престол неизвестна, но к февралю 769 года он уже был у власти. В начале 790-х годов Йахав-Чан-Муван II, правивший в Укуле (Бонампак), нанял ремесленников Яшчилана, чтобы увековечить собственное правление.
Вскоре после 800 г. началось правление последнего правителя Яшчилана К'инич Татб'у Холя III. Его правление ознаменовалось новой победой над Йокибом (Пьедрас Неграс) с соответствующей установкой памятной стелы. Однако классический мир майя доживал последние годы. Археологические данные свидетельствуют о массовом запустении города вскоре после этого события. Свидетельства величия династия исчезают, а город утрачивает черты столицы. На ставшей ненужной Большой площади появляются простые дома и разбитые памятники.

## Список правителей
- Йопаат-Балам I (307/359—?)
- Ицамнах-Балам I (?—326)
- Яшун-Балам I (326—369/378—389)
- Яш-Шукуб-Холь (389—ок. 402/369—376)
- 5-й царь (376—?/ок. 402—?)
- Кинич-Татбу-Холь I (?—423)
- Хацом-Холь (423—454>/-454—467)
- Яшун-Балам II (454>—499/467—?)
- Хой-Балам I (499—526/-508—ок. 518)
- Кинич-Татбу-Холь II (526—537>)
- Хой-Балам II (537>—564>/>564>)
- 2 неизвестных царя (564>—ок. 599)
- Ицамнах-Балам II (ок. 599—ок. 611)
- Яшун-Балам III (628—681/629—669>)
- Ицамнах-Балам III (681—742)
- Йопаат-Балам II (742—?/ок. 749)
- Яшун-Балам IV (752—771/752—768)
- Ицамнах-Балам IV (771—800>/769—800+)
- Кинич-Татбу-Холь III (800>—808>/ок. 808)

## Комментарии
1. Иероглиф-эмблема Яшчилана, столицы царства Пачан. Два символа в нижнем левом углу образуют лигатуру слоговых знаков, читающаяся как pa’-chan и обозначающую данное царство.
2. ↑  Иероглиф-эмблема Яшчилана, столицы царства Пачан. Два символа в нижнем левом углу образуют лигатуру слоговых знаков, читающаяся как pa’-chan и обозначающую данное царство.
3. ↑  Устаревшее название, возникшее в результате неправильного прочтения иероглифической лигатуры слоговых знаков, обозначающих данное царство.